# Communauté de communes du Pays Grenadois
Die Communauté de communes du Pays Grenadois ist ein französischer Gemeindeverband mit der Rechtsform einer Communauté de communes im Département Landes in der Region Nouvelle-Aquitaine. Sie wurde am 29. Dezember 1998 gegründet und umfasst elf Gemeinden. Der Verwaltungssitz befindet sich im Ort Grenade-sur-l’Adour.

## Mitgliedsgemeinden
| Gemeinde                                 | Einwohner 1. Januar 2022 | Fläche km² | Dichte Einw./km² | Code INSEE | Postleitzahl |
| ---------------------------------------- | ------------------------ | ---------- | ---------------- | ---------- | ------------ |
| Artassenx                                | 260                      | 5,50       | 47               | 40012      | 40090        |
| Bascons                                  | 868                      | 18,70      | 46               | 40025      | 40090        |
| Bordères-et-Lamensans                    | 372                      | 15,60      | 24               | 40049      | 40270        |
| Castandet                                | 420                      | 16,66      | 25               | 40070      | 40270        |
| Cazères-sur-l’Adour                      | 1.126                    | 31,25      | 36               | 40080      | 40270        |
| Grenade-sur-l’Adour                      | 2.414                    | 19,72      | 122              | 40117      | 40270        |
| Larrivière-Saint-Savin                   | 588                      | 16,85      | 35               | 40145      | 40270        |
| Le Vignau                                | 508                      | 11,07      | 46               | 40329      | 40270        |
| Lussagnet                                | 77                       | 8,43       | 9                | 40166      | 40270        |
| Maurrin                                  | 457                      | 13,38      | 34               | 40175      | 40270        |
| Saint-Maurice-sur-Adour                  | 623                      | 9,53       | 65               | 40275      | 40270        |
| Communauté de communes du Pays Grenadois | 7.713                    | 166,69     | 46               | –          | –            |